# Ту-ап

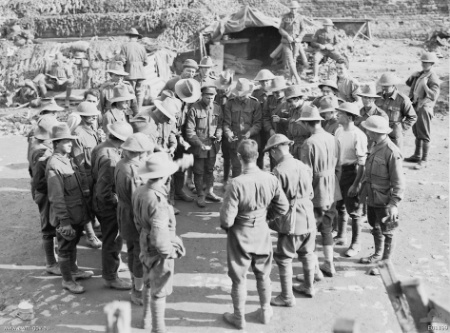
Австралийские солдаты, играющие в ту-ап (1917)

Ту-ап (англ. two-up, «две вверх»; также известна как swy, от нем. zwei «два») — традиционная австралийская игра с подбрасыванием двух монет при помощи специальной дощечки. Наиболее популярна игра в день АНЗАК, когда в неё играют в пабах и клубах, отдавая дань памяти солдатам-«диггерам» (распространённое название австралийских и новозеландских солдат), которые точно таким же образом развлекались подбрасыванием монет во время Первой мировой войны.

## История
Игра является разновидностью орлянки; её происхождение в австралийском варианте неизвестно. Распространение игры в Австралии отмечалось ещё в XVIII веке. Игра была популярна у солдат, в том числе на фронтах Первой мировой войны. Согласно легенде, однажды турецкий пилот, собиравшийся бомбить австралийцев, обратил внимание на то, что группа солдат (в действительности играющая в «ту-ап») возводит глаза к небу, а затем с почтением кланяется: решив, что происходит коллективная молитва, пилот отказался от идеи сбросить бомбу.
В знак памяти о солдатах Первой мировой войны игра стала регулярно проводиться во время празднования Дня АНЗАК. В остальное время как азартная игра ту-ап была запрещена. Тем не менее, существовали подпольные школы по обучению игре.
В 1950-е годы популярность игры спала, в том числе в связи с распространением других игр наподобие баккара.

## Правила игры

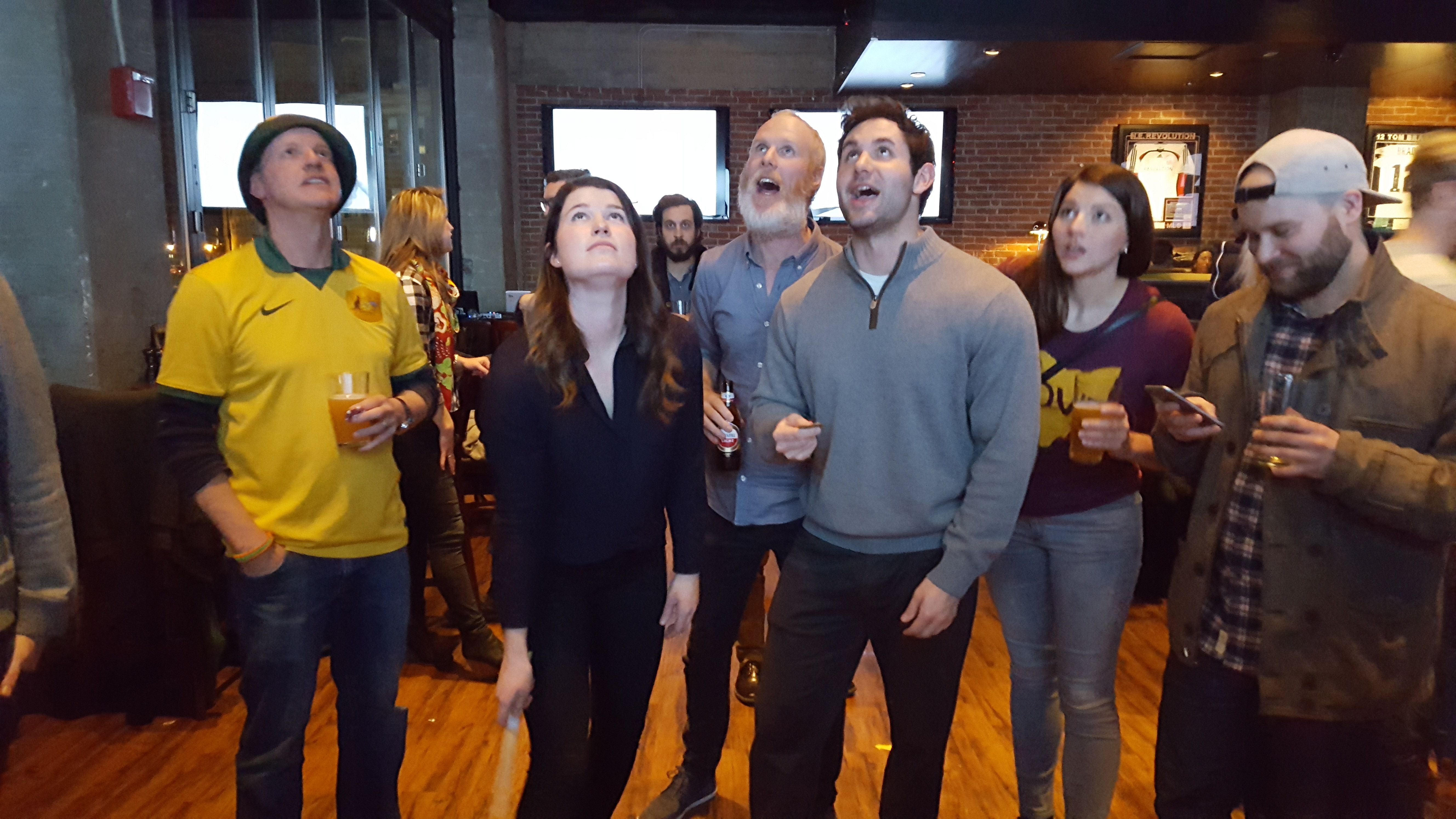
Ту-ап на праздновании Дня АНЗАК (2017)

Перед бросанием монет игроки и зрители делают ставки на то, какая комбинация выпадет. Игрок (англ. spinner, «спиннер») становится в центр круга и держит специальную дощечку-подставку (англ. kip, «кип»), на которой лежат две монеты (часто это пенни, выпускавшиеся до 1964 года). Одна монета лежит кверху «орлом», другая «решкой». «Спиннер» подбрасывает монеты с дощечки. Если обе монеты выпадут «орлом», игрок выигрывает, если выпадет один «орёл» и одна «решка», игрок делает следующий бросок, если же обе выпадут «решкой», игрок проигрывает и передаёт ход следующему «спиннеру». За соблюдением правил игры, а также за ставками следит специальный судья (англ. boxer, «боксер»).

## В массовой культуре
- Описание игры среди австралийских старателей конца XIX века содержится в романе К. С. Причард «Девяностые годы»[9]:

Ту-ап была азартная игра и притом игра честная, честнее всех других азартных игр. Она давала и бедному человеку шансы на выигрыш. В этом и состоял соблазн. (...) Салли слышала, что во время этой игры из рук в руки переходило до ста фунтов и многие разорялись дотла. Но это была не беда. Старатель всегда мог занять денег на ставку, а лавочник давал провизию в долг.
Если игра велась по всем правилам и за банк отвечал человек денежный и надежный, то ставки достигали очень больших сумм; но с чужими большинство старателей играло крайне осторожно. Некоторые из них уже пострадали от шулеров, которые обманывали их, пуская в дело монеты, одинаковые с обеих сторон. Когда открывались проделки какого-нибудь жулика, с ним обходились довольно свирепо. (...)

Любой человек мог выйти на середину круга и заявить о своем желании подбросить монеты. Их клали обычно на «лопатку» — узкую деревянную дощечку, чтобы каждый мог проверить, не одинаковые ли они с обеих сторон. Пари начинали заключать с той минуты, когда игрок вручал свою ставку крупье или клал ее наземь у его ног...
- Игра в ту-ап фигурирует в сюжете фильма «Бродяги» (1960) о жизни австралийских фермеров.
- Сцена игры присутствует также в фильме «Опасное пробуждение» (1971).